# Сентинел лимфни чвор
Сентинел лимфни чвор је хипотетички први лимфни чвор или група чворова која дренира рак. У случају установљене канцерогене дисеминације постулира се да су сентинел лимфни чворови циљни органи до којих примарно стижу метастазирајуће раковe ћелије из тумора.
Сентинел чвор процедура (такође названа биопсија сентинел лимфног чвора или СЛЧБ) је идентификација, уклањање и анализа сентинел лимфних чворова одређеног тумора.

## Физиологија
Ширење неких облика рака обично прати уредно напредовање, ширећи се прво до регионалних лимфних чворова, затим до следећег ешелона лимфних чворова, и тако даље, пошто је ток лимфе усмерен, што значи да се неки ракови шире на предвидљив начин од места где је рак почео. У овим случајевима, ако се рак прошири, прошириће се прво до лимфних чворова (лимфних жлезда) близу тумора пре него што се прошири на друге делове тела. Концепт хирургије сентинел лимфног чвора је да се утврди да ли се рак проширио на први дренажни лимфни чвор (назван "сентинел лимфни чвор") или не. Ако сентинел лимфни чвор не садржи рак, онда постоји велика вероватноћа да се рак није проширио ни на који други део тела.

## Употреба
Концепт сентинел лимфног чвора је важан због појаве технике биопсије сентинел лимфног чвора, такође познате као процедура сентинел чвора. Ова техника се користи у стадијуму одређених типова рака да се види да ли су се проширили на било које лимфне чворове, пошто је метастаза лимфног чвора један од најважнијих прогностичких знакова. Такође може усмерити хирурга ка одговарајућој терапији.
Постоје различите процедуре које укључују детекцију сентинел чвора:
- Преоперативна планарна лимфосцинтиграфија
- Преоперативна планарна лимфосцинтиграфија у комбинацији са СПЕКТ/ЦТ
- Интраоперативна визуелна детекција плавог боја
- Интраоперативна флуоресцентна детекција
- Интраоперативна детекција гама сондом/Гајгеровим бројачем
- Преоперативна или интраоперативна инјекција супер парамагнетних наночестица гвожђе оксида

### Клиничке предности
Постоје различите предности процедуре сентинел чвора. Пре свега, смањује дисекције лимфних чворова где је то непотребно, чиме се смањује ризик од лимфедема, честе компликације ове процедуре. Повећана пажња на чвор(ове) идентификоване као највероватније да садрже метастазе такође је вероватнија да открије микрометастазе и резултује променама у стадијуму и лечењу. Њена главна употреба је у хирургији рака дојке и малигног меланома, иако је коришћена код других типова тумора (рак дебелог црева) са одређеним степеном успеха.

### Недостаци
Међутим, техника није без недостатака, посебно када се користи за пацијенте са меланомом. Ова техника има терапеутску вредност само код пацијената са позитивним чворовима. Неуспех у откривању раковских ћелија у сентинел чвору може довести до лажно негативног резултата—још увек могу постојати раковске ћелије у басену лимфног чвора.

## Историја
Концепт сентинел чвора први пут су описали Гулд и сарадници 1960. године код пацијента са раком паротидне жлезде и клинички је имплементиран на широкој скали од стране Кабанаса код рака пениса. Технику радиолокализације сентинел чвора су заједно основали Џејмс Ц. Алекс и Дејвид Н. Краг, и они су били први који су пионири ове методе за употребу код кутаног меланома, рака дојке, рака главе и врата и Меркеловог ћелијског карцинома.